# Gris Nez

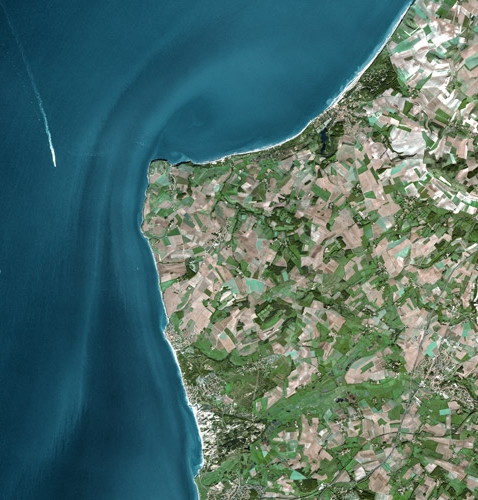
Cap Gris Nez - satelitní pohled

Gris Nez (francouzsky Cap Gris Nez, anglicky Grey Nose Cap, nizozemsky Swartenesse, česky mys Šedý Nos nebo Šedý výčnělek) je mys na francouzském pobřeží kanálu La Manche, přesněji v Doverské úžině a je nejbližším výběžkem kontinentální Evropy směrem k Britským ostrovům. Vzdálenost mezi anglickým pobřežím a Cap Gris Nez je 34 km a za jasného počasí jsou z francouzských břehů vidět slavné Bílé útesy v Doveru.
Na mysu Gris Nez  se nachází kamenný maják.
Vzhledem ke své blízkosti Anglii býval mys ve středověku součástí Anglie a i po vítězství Francie ve stoleté válce zůstal mys i s celou oblastí Calais v držení Anglie až do roku 1558.